# Clap
株式会社Clap (クラップ) は、福岡県飯塚市に本社を置くカラオケレンタル業、エンターテインメント業である。

## 沿革
- 2007年7月 - カラオケリースDSK創立。
- 2008年11月 - 筑豊ガイドブックClap創刊。※現在休刊。
- 2010年12月 - 福岡市博多区住吉に営業所を開設。
- 2011年7月 - navi-cafe Clap開店。2016年閉店
- 2012年5月 - Smileプロジェクト（ご当地アイドルSmile）発足。
- 2014年12月 - 飯塚セントラルホール 運営開始
- 2015年7月 - 株式会社Clap設立。
- 2016年9月 - アイドルグループSmileの運営権を第三倉庫へ譲渡
- 2017年12月 - 飯塚セントラル劇場 運営開始（大衆演劇）
- 2020年3月 - MESHIYAはらぺこ OPEN（飲食店）2021年9月閉店。
- 2020年4月 - 飯塚セントラル劇場の経営権を株式会社福正企画へ譲渡
- 2024年11月 - 湯布院町に一棟貸し温泉施設 ゆふいん和音の宿を開業。

## 所属タレント
レーベル契約
過去の所属タレント
- Smile (アイドルグループ)
- 對間夢乃 (モデル)
- machika (モデル）